# Yraguara
Genre
Yraguara est un genre d'opilions laniatores de la famille des Gonyleptidae.

## Distribution
Les espèces de ce genre sont endémiques du Brésil.

## Liste des espèces
Selon World Catalogue of Opiliones (15/09/2021) :
- Yraguara annulipes Mello-Leitão, 1937
- Yraguara fleuryi Soares, 1943

## Publication originale
- Mello-Leitão, 1937 : « Notas sobre opiliões do Instituto Butantan. » Memórias do Instituto Butantan, vol. 10, p. 289–295.